# 76gy busz (Budapest)
A budapesti 76-os (gyors 76-os) jelzésű autóbusz az Örs vezér tere és Rákoscsaba-Újtelep, Naplás út között közlekedett. A vonalat a Budapesti Közlekedési Zrt. üzemeltette.

## Története
Az M2-es metróvonal átadásakor, 1970. április 3-án indult 76-os jelzéssel autóbusz az Örs vezér teréről Rákosligetre – akkor még Cinkotán keresztül, mivel a Bökényföldi út még nem készült el.1972. április 5-én 176-os jelzéssel indítottak gyorsjáratot, ami az 1977-es átszámozáskor kapta a 76-os jelzést. 1979. január 31-én az alapjáratot megszüntették, csak a gyorsjárat közlekedett a vonalon.
2003. szeptember 22-én 176-os jelzéssel új gyorsjárat indult az Örs vezér tere és Rákoscsaba-Újtelep, Naplás út között, azonban ez a Kerepesi út és a Bökényföldi út helyett a Keresztúri úton közlekedett.
A M2-es metróvonal 2007-es felújítása idején – akkor még ideiglenes jelleggel – az Örs vezér terén az Árkád bevásárlóközpont oldalán létesítettek egy közös megállót a Kerepesi úton kifelé haladó valamennyi viszonylat részére. Ez a megálló állandósult a felújítás végeztével.
2007. augusztus 21-én a 76-os busz a 276E jelzést kapta.

## Útvonala
| Rákoscsaba-Újtelep, Naplás út felé | Örs vezér tere felé |
| --- | --- |
| Örs vezér tere vá. – Fehér út – Kerepesi út – Veres Péter út – Bökényföldi út – Rákosligeti határút – Cinkotai út – Liget sor – Ferihegyi út – Ananász utca – Rákoscsaba-Újtelep, Naplás út vá. | Rákoscsaba-Újtelep, Naplás út vá. – Naplás út – Diadal utca – Ároktő út – XVIII. utca – XVII. utca – Gyöngytyúk utca – Cinkotai út – Rákosligeti határút – Bökényföldi út – Veres Péter út – Kerepesi út – Fehér út – Örs vezér tere vá. |

## Megállóhelyei
| 0  | Örs vezér tere végállomás                                     | 29 | (2007 nyarán pótlóbusz közlekedett helyette) Gödöllői és csömöri HÉV 31, 32, 44, 44A, 45, 61, 61, 67, 77, 85, 85, 131, 144, 144, 161E, 168, 176, Expo, Rákoskert 3, 62 80–81, 82 Helyközi buszok |
| 1  | Örs vezér tere                                                | 28 | (2007 nyarán pótlóbusz közlekedett helyette) Gödöllői és csömöri HÉV 31, 32, 44, 44A, 45, 61, 61, 67, 77, 85, 85, 131, 144, 144, 161E, 168, 176, Expo, Rákoskert 3, 62 80–81, 82 Helyközi buszok |
| 6  | Lándzsa utca (↓) Thököly út (↑)                               | 21 | 44, 44A, 45, 77 |
| 9  | Jókai Mór utca (ma: Jókai Mór utca (Rendőrség))               | 18 | 44, 44A, 92 |
| 10 | Pilóta utca (↓) Corvin utca (↑) (ma: Mátyásföld, repülőtér H) | 17 | Gödöllői és csömöri HÉV 44, 44A, 92, 192 |
| 11 | Imre utca (ma: Mátyásföld, Imre utca H)                       | 16 | Gödöllői és csömöri HÉV 92 |
| 12 | Bökényföldi út (↓) Veres Péter út (↑)                         | 15 | 92 |
| 13 | Hunyadvár utca                                                | 15 | |
| 14 | Újszász utca                                                  | 14 | 45, 192 |
| 15 | Nebántsvirág utca (↓) Petőfi tér (↑)                          | 13 | |
| 16 | Zsemlékes út                                                  | 12 | |
| 17 | EGIS Gyógyszergyár                                            | 11 | |
| 18 | Injekcióüzem                                                  | 10 | |
| 19 | Cinkotai autóbuszgarázs                                       | 9  | 180, 192 |
| 20 | Vidor utca                                                    | 8  | 180, 192 |
| 21 | Gyöngytyúk utca (↓) Cinkotai út (↑)                           | 7  | 176, 180, 192 |
| 22 | Liget sor                                                     | ∫  | 176, 180, 192 |
| 23 | Liszt Ferenc utca                                             | ∫  | 176 |
| ∫  | Tarack utca                                                   | 5  | 176, 180, 192, 198 |
| 24 | Rákosliget, MÁV-állomás (ma: Rákosliget vasútállomás)         | ∫  | 176, 180, 192, 198 Rákosliget |
| 25 | IV. utca                                                      | ∫  | 176, 180, 192, 198 |
| 25 | Hősök tere                                                    | ∫  | 176, 180, 192, 198 |
| 26 | XX. utca (↓) XVII. utca (↑)                                   | 4  | 176, 180, 192, 198 |
| 27 | Ananász utca                                                  | ∫  | 176, 198 |
| ∫  | Ároktő út                                                     | 3  | 176, 198 |
| ∫  | Bártfai utca                                                  | 2  | 176, 198 |
| 28 | Bártfai utca                                                  | ∫  | 176, 198 |
| ∫  | Diadal utca                                                   | 1  | 176, 198 |
| 29 | Rákoscsaba-Újtelep, Naplás út végállomás                      | 0  | 176, 198 |